# Tony Taylor (calciatore 1946)
Tony Taylor, all'anagrafe Anthony Taylor (Glasgow, 6 settembre 1946) è un allenatore di calcio ed ex calciatore scozzese, di ruolo difensore.

## Caratteristiche tecniche
Era un terzino sinistro.

## Carriera

### Giocatore
Inizia la carriera giocando nelle giovanili dei dilettanti del Barrhead Thistle F.C., per poi giocare anche in quelle di Kilmarnock e Celtic, entrambi militanti nella prima divisione scozzese; la sua prima stagione trascorsa a livello professionistico è la 1967-1968, nella quale all'età di 21 anni mette a segno 8 reti in 22 presenze nella prima divisione scozzese con la maglia del Morton.
Nel 1968 si trasferisce in Inghilterra al Crystal Palace, club della seconda divisione inglese, con il quale conquista una promozione in prima divisione al termine della stagione 1968-1969 (peraltro si tratta della prima promozione in prima divisione nella storia del club). Gioca poi ininterrottamente in questa categoria per quattro stagioni, ovvero fino al termine della stagione 1972-1973, che i Glaziers terminano retrocedendo in seconda divisione; nel 1974, dopo una seconda retrocessione consecutiva (che porta il club in terza divisione), Taylor viene ceduto al Southend Utd, con cui gioca per una stagione e mezzo in terza divisione (56 presenze ed una rete), per poi passare in prestito all'Hamilton Academical, con cui mette a segno 2 reti in 8 presenze nella seconda divisione scozzese.
Nell'estate del 1976 si trasferisce allo Swindon Town, nuovamente nella terza divisione inglese, categoria nella quale gioca sia nella stagione 1976-1977 che nella stagione 1977-1978, vestendo anche le maglie di Bristol Rovers e Portsmouth. Nell'estate del 1978 torna poi in Scozia, al Kilmarnock, con cui gioca 2 partite in prima divisione per poi venire ceduto agli Albion Rovers, con i quali gioca 3 partite in terza divisione. Nel 1980, prima di ritirarsi, gioca infine con i canadesi del Panhellenic Toronto, di cui è contemporaneamente anche allenatore.

### Allenatore
Dopo aver lavorato al Celtic come vice allenatore, dal 1988 al 1990 ha allenato la nazionale canadese.